# Буфри
Буфри (фр. Bouffry) насеље је и општина у централној Француској у региону Центар (регион), у департману Лоар и Шер која припада префектури Вандом.
По подацима из 2011. године у општини је живело 146 становника, а густина насељености је износила 8,23 становника/km². Општина се простире на површини од 17,73 km². Налази се на средњој надморској висини од 236 метара (максималној 257 m, а минималној 139 m).

## Демографија
| 1962. | 1968. | 1975. | 1982. | 1990. | 1999. | 2011. |
| ----- | ----- | ----- | ----- | ----- | ----- | ----- |
| 172   | 244   | 182   | 147   | 137   | 158   | 146   |

График промене броја становника у току последњих година